# Lê Tấn Tài
Lê Tấn Tài (Khánh Hòa, 4 gennaio 1984) è un ex calciatore vietnamita, di ruolo centrocampista.

## Carriera

### Club
Ha esordito nel 2003 nella prima divisione vietnamita.

### Nazionale
Ha giocato nella nazionale vietnamita Under-23.
Tra il 2006 ed il 2014 ha giocato 63 partite con la nazionale vietnamita, con la quale ha anche partecipato alla Coppa d'Asia 2007.

## Palmarès

### Club

#### Competizioni nazionali
- V League 1: 2

Binh Duong: 2014, 2015
- Coppa del Vietnam: 2

Binh Duong: 2015, 2018
- Supercoppa del Vietnam: 2

Binh Duong: 2014, 2015